# 古川町立数河中学校
古川町立数河中学校（ふるかわちょうりつ　すごうちゅうがっこう）は、かつて岐阜県吉城郡古川町数河（現：飛騨市古川町数河）に存在した公立中学校。

## 概要
- 現在の飛騨市古川町数河（旧：吉城郡細江村数河）の中学校であり、数河小学校に併設されていた。古川町の学校再編により、1966年に古川中学校に統合され廃校。

## 沿革
- 1947年（昭和22年）4月1日 - 細江村立細江中学校数河分校として開校。細江村立数河小学校に併設。
- 1949年（昭和24年） - 校舎を増築する。
- 1956年（昭和31年）4月1日 - 古川町、細江村、小鷹利村と合併し、古川町が発足。同時に古川町立細江中学校数河分校に改称する。
- 1958年（昭和33年）
  - 4月 - 古川町の中学校再編により、細江中学校校区、細江中学校袈裟丸分校校区、古川中学校〈旧〉校区（一部）を校区とする古川町立宮城中学校が新たに開校する。数河分校は宮城中学校に引き継がれ、古川町立宮城中学校数河分校となる。
  - 　10月 - 宮城中学校が新築移転[注釈 3]。そのため、数河分校は宮城中学校からの距離が長くなることとなり、分校としての運営上、支障をきたすこととなる。
- 1959年（昭和34年）4月 - 宮城中学校から独立し、古川町立数河中学校となる。数河小学校と併設。
- 1966年（昭和41年）
  - 3月15日 - 閉校式を行う。
  - 3月31日 - 古川中学校に統合され、廃校。